# Operace Erez
Operace Erez (hebrejsky מבצע ארז‎, mivca Erez, doslova operace Cedr) byla vojenská akce provedená během první arabsko-izraelské války na přelomu května a června 1948, těsně po konci britského mandátu nad Palestinou a vzniku státu Izrael, izraelskou armádou. Operace vedla k izraelskému dobytí pohoří Gilboa a oblasti severně od města Dženín. Šlo o předehru k neúspěšnému pokusu Izraele v rámci operace Jicchak dobýt i Dženín a centrální oblasti Samařska.

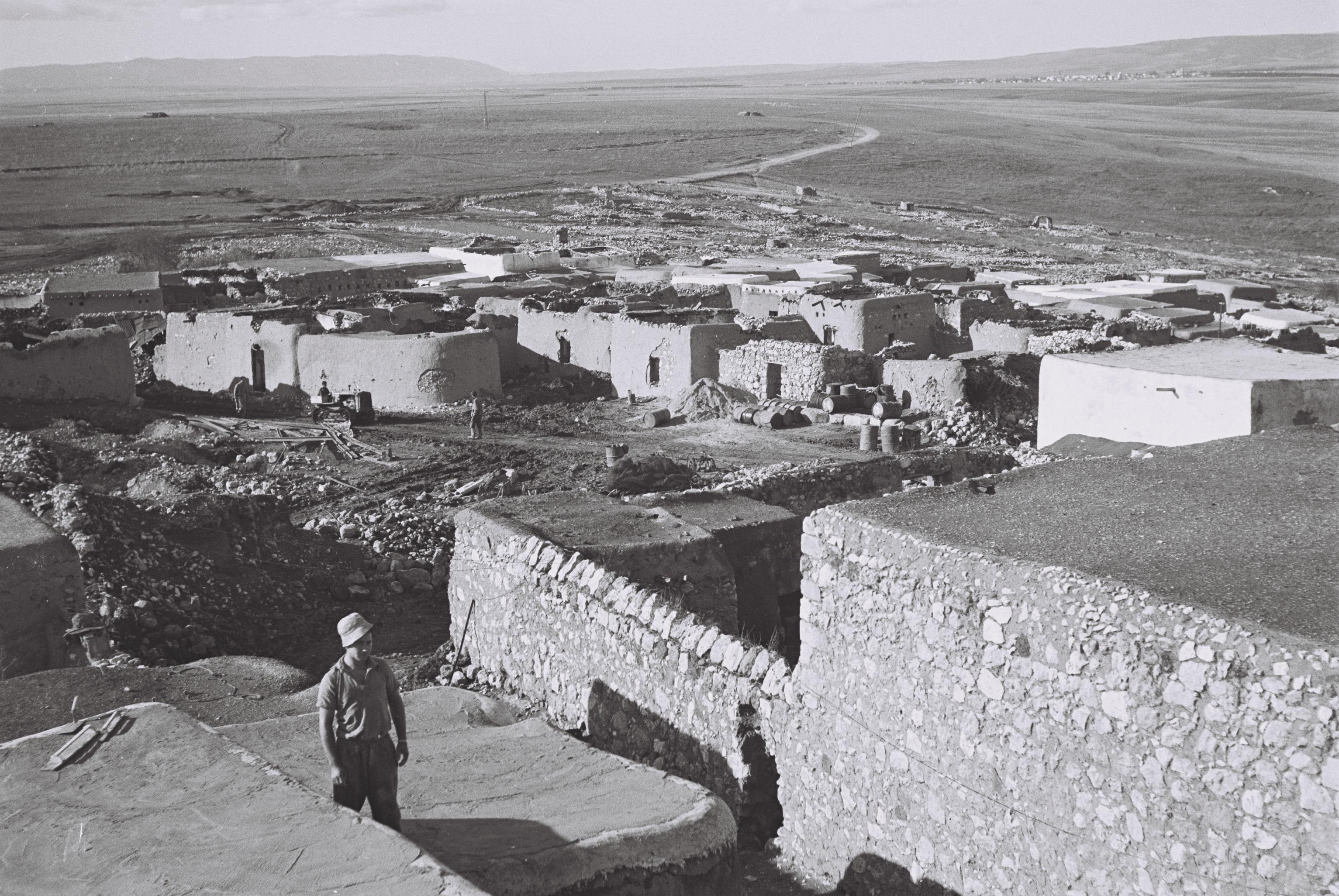
Arabská vesnice Zir'in na archivní fotografii z roku 1949 po dobytí a vysídlení

Operaci prováděla brigáda Golani. Útok začal v noci z 31. května na 1. červen 1948. Izraelcům se podařilo dobýt severní část pohoří Gilboa včetně strategicky významného arabského sídla Zir'in (dnes poblíž stojí židovská vesnice Jizre'el). Brigáda Golani rovněž uspěla při dobývání Megida a nedaleko od něj stojící arabské vesnice Ladžun. Židovský stát tak získal kontrolu nad jižním okrajem Jizre'elského údolí a otevřel si přístupové cesty k severnímu Samařsku včetně města Dženín.
Operace byla součástí širší akce, kterou chtěl Izrael čelit hrozbě tlaku arabských invazních armád z nitra Samařska směrem k břehům Středozemního moře u města Netanja, kde hrozilo rozdělení izraelského území na dvě nepropojené části. Brigáda Golani měla společně s brigádou Karmeli zaútočit od severu na Dženín, zatímco brigáda Alexandroni měla provést úhybný manévr od mořského pobřeží, směrem k východu skrz vádí Ara. Útok brigády Golani zpočátku přinesl úspěch a podle plánu z jeho pozic nastoupila proti Dženínu brigáda Karmeli, která město skutečně ráno 3. června 1948 dobyla. Rychlý nástup arabských posil z řad irácké armády a neschopnost brigády Alexandroni spustit vážný útok od západu však donutily Izraelce, aby se z Dženínu stáhli. Operace Erez a její výsledek předurčily průběh tzv. zelené linie oddělující Izrael od Západního břehu Jordánu.